# Kink.com
Kink.com ist ein amerikanisches Unternehmen mit Sitz in San Francisco, das mehrere pornografische Websites betreibt. Angeboten werden hauptsächlich Bilder und Videos zu verschiedenen Spielarten des BDSM und anderen Fetischen. Kink.com gehört zu den erfolgreichsten Produzenten im Bereich der BDSM-Pornografie.

## Geschichte
Peter Acworth zog 1996 aus England in die USA, um an der Columbia University zu promovieren. Auf Grund eines Zeitungsartikels kam er auf die Idee zur Gründung einer pornografischen Website. 1997 entstand aus dieser Idee das Unternehmen Cybernet Entertainment und die erste Website Hogtied.com, auf der zuerst nur fremdproduzierte Bondage-Fotos angeboten wurden. Das Unternehmen erzielte in kürzester Zeit so hohe Gewinne, dass Acworth sich dazu entschloss, die Universität zu verlassen und nach San Francisco zu ziehen. Um konkurrenzfähig zu bleiben, begann er in seiner Wohnung eigenes Material aufzunehmen. 2000 stellte er seinen ersten Mitarbeiter ein und eröffnete die zweite Website, Fuckingmachines.com. In den darauffolgenden Jahren wurden weitere Seiten eröffnet, die verschiedene Nischen bedienen. 2006 wurde das Unternehmen in Kink.com umbenannt. Heute betreibt Kink.com 14 kostenpflichtige Websites und hat 90 feste Mitarbeiter. Alle Seiten zusammen haben etwa 70.000 zahlende Abonnenten.
Kink.com unterstützt immer wieder sexpositive Events. Zum Beispiel wurde die erste Arse-Elektronika-Konferenz im Jahre 2007 im Sex-Dungeon („Porn Palace“) der Firma veranstaltet.

## Sicherheit
Kink.com richtet sich nach dem Konzept Safe, Sane, Consensual und macht dies auch auf der Website deutlich. Es existieren öffentlich zugängliche Richtlinien, die die Sicherheit der Models gewährleisten sollen und denen Models und Regisseure vor Beginn der Dreharbeiten zustimmen müssen. Diese schreiben unter anderem vor, dass unmittelbar vor und nach den pornographischen Szenen Interviews mit den Models gezeigt werden müssen, in denen deutlich wird, dass das Model den vorgenommenen Handlungen zustimmt, dass vorher Grenzen festgelegt wurden und dass die Dreharbeiten jederzeit unterbrochen oder beendet werden konnten.

## San Francisco Armory

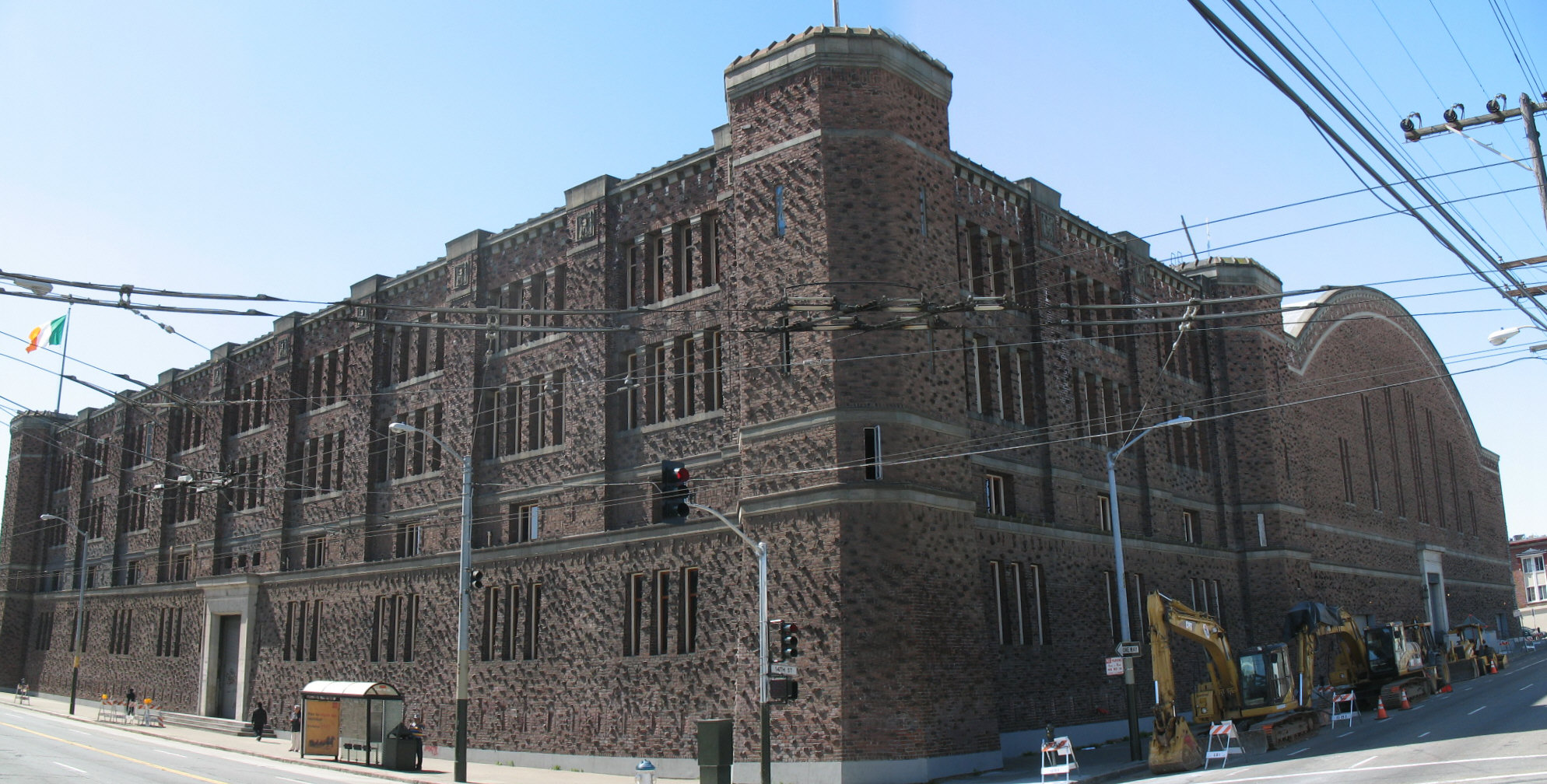
San Francisco Armory

Im Dezember 2006 erwarb Kink.com für 14,5 Millionen Dollar das San Francisco Armory. Hierbei handelt es sich um ein historisches Gebäude in San Francisco, das früher als Waffenarsenal der Nationalgarde diente und im National Register of Historic Places aufgeführt ist. Das Grundstück des Gebäudes ist als Gewerbegebiet ausgeschrieben, das Armory stand jedoch 30 Jahre leer, da es auf Grund seiner Architektur für die meisten Unternehmen nicht besonders attraktiv war. Einige Anwohner, die auf eine die Nachbarschaft bereichernde Nutzung des Armory hofften, waren überrascht und enttäuscht über die Entscheidung, das Gebäude einem Pornounternehmen zu überlassen. Sie gründeten eine Bürgerinitiative, die sich zum Ziel setzte, den Kauf rückgängig zu machen. Am 8. März 2007 besuchten 200 Menschen eine Anhörung, auf der Bürger ihre Bedenken äußern konnten. Auch Mitglieder der BDSM-Szene waren anwesend. Sie begrüßten den Einzug und riefen zu mehr Toleranz gegenüber sexuellen Fetischen auf. Eine einberufene Kommission kam zu dem Ergebnis, dass der Kauf nicht gegen geltendes Recht verstoße.
Nach über zehn Jahren der Nutzung des Armories als Film-Location zog die Produktionsseite von kink.com im Februar 2017 aus dem Gebäude aus. Die historische Festung wird seitdem in den oberen Stockwerken als Büroraum vermietet, in den großen Hallen werden kulturelle und sportliche Events veranstaltet.

## Regelmäßig auftretende Darsteller
Neben vielen Darstellerinnen und Darstellern, die nur in einer oder zwei Szenen auftreten, gibt es einige, die öfter auf den verschiedenen Seiten von Kink.com zu sehen sind oder vor ihrem Karrierewechsel zu sehen waren. Zu ihnen gehören unter anderem Isis Love, Annette Schwarz, Bobbi Starr, Aiden Starr, Gia Darling, Gia Paloma, Jada Fire, Justine Joli, Melissa Lauren, Mika Tan, Penny Flame, Lorelei Lee, Sandra Romain, Shy Love, Veronica Avluv, Abella Danger, Mark Davis, James Deen, Steve Holmes und Steven St. Croix.

## Dokumentation
Die amerikanische Dokumentarfilmerin Christina Alexandra Voros drehte einen von James Franco produzierten Dokumentarfilm über Kink.com. Kink war 2013 Teil des Programms auf dem Sundance Film Festival.

## Auszeichnungen
- XBIZ Award 2009[14]
  - FSC Leadership Award
  - Outstanding Achievement in Original Web Content
- 2011 AVN Award
  - Best Alternative Web Site[15]
- 2020 XBIZ Award
  - Fetish Site of the Year[16]